# Richard Temple-Grenville (2. książę Buckingham i Chandos)
Richard Plantagenet Temple-Nugent-Brydges-Chandos-Grenville, 2. książę Buckingham i Chandos KG, GCH (ur. 11 lutego 1797 w Stowe w hrabstwie Buckinghamshire, zm. 29 lipca 1861 w Londynie), brytyjski arystokrata i polityk, członek stronnictwa torysów i Partii Konserwatywnej, minister w drugim rządzie Roberta Peela.

## Życiorys
Był najstarszym synem Richarda Temple-Grenville'a, 1. księcia Buckingham i Chandos, oraz lady Anne Brydges, córki 3. księcia Chandos. Wykształcenie odebrał w Eton College oraz w Oriel College na Uniwersytecie Oksfordzkim. Od 1813 r. nosił tytuł grzecznościowy "hrabiego Temple", a od 1822 r. "markiza Chandos".
W latach 1818–1839 reprezentował w Izbie Gmin okręg wyborczy Buckinghamshire. Po śmierci ojca w 1839 r. odziedziczył tytuł 2. księcia Buckingham i Chandos, i zasiadł w Izbie Lordów. W latach 1841–1842 był Lordem Tajnej Pieczęci. W 1835 r. został kawalerem Krzyża Wielkiego Orderu Gwelfów. W 1842 r. otrzymał Order Podwiązki.
Książę Buckingham był niezwykle rozrzutną osobą. Jeszcze w 1845 r. wystawnie podejmował królową Wiktorię i księcia-małżonka Alberta w Stowe House. W 1848 r. miał już jednak 1,5 miliona funtów długu i musiał wystawić na licytację swój majątek. W chwili otwarcia testamentu w 1861 r. jego majątek wynosił 200 funtów.

## Życie prywatne
13 maja 1819 r. w kościele św. Jerzego przy Hanover Square w Londynie poślubił lady Mary Campbell (10 lipca 1795 – 28 czerwca 1862), córkę Johna Campbella, 1. markiza Breadalbane, i Mary Gavin, córki Davida Gavina. Małżonkowie znaleźli się w separacji w 1850 r. Richard i Mary mieli razem syna i córkę:
- Anna Eliza Mary Grenville (zm. 3 lutego 1879), żona Williama Gore’a-Langtona, miała dzieci
- Richard Plantagenet Campbell Temple-Nugent-Brydges-Chandos-Grenville (10 września 1823 – 26 marca 1889), 3. książę Buckingham i Chandos

Książę Buckingham miał także nieślubną córkę, która urodziła się podczas jego pobytu we Włoszech w 1818 r.

## Publikacje
- Agricultural Distress; its Cause and Remedy (1835)
- The Ballot discussed in a Letter to the Earl of Devon (1837)
- Memoirs of the Court of England during the Regency (1853)
- Memoirs of the Courts and Cabinets of George the Third (1856)
- Memoirs of the Court of George IV (1859)
- Memoirs of the Courts and Cabinets of William IV and Victoria (1861)
- The Private Diary of Richard, [1st] Duke of Buckingham and Chandos, K.G (1862)